# Andrew Goodpaster

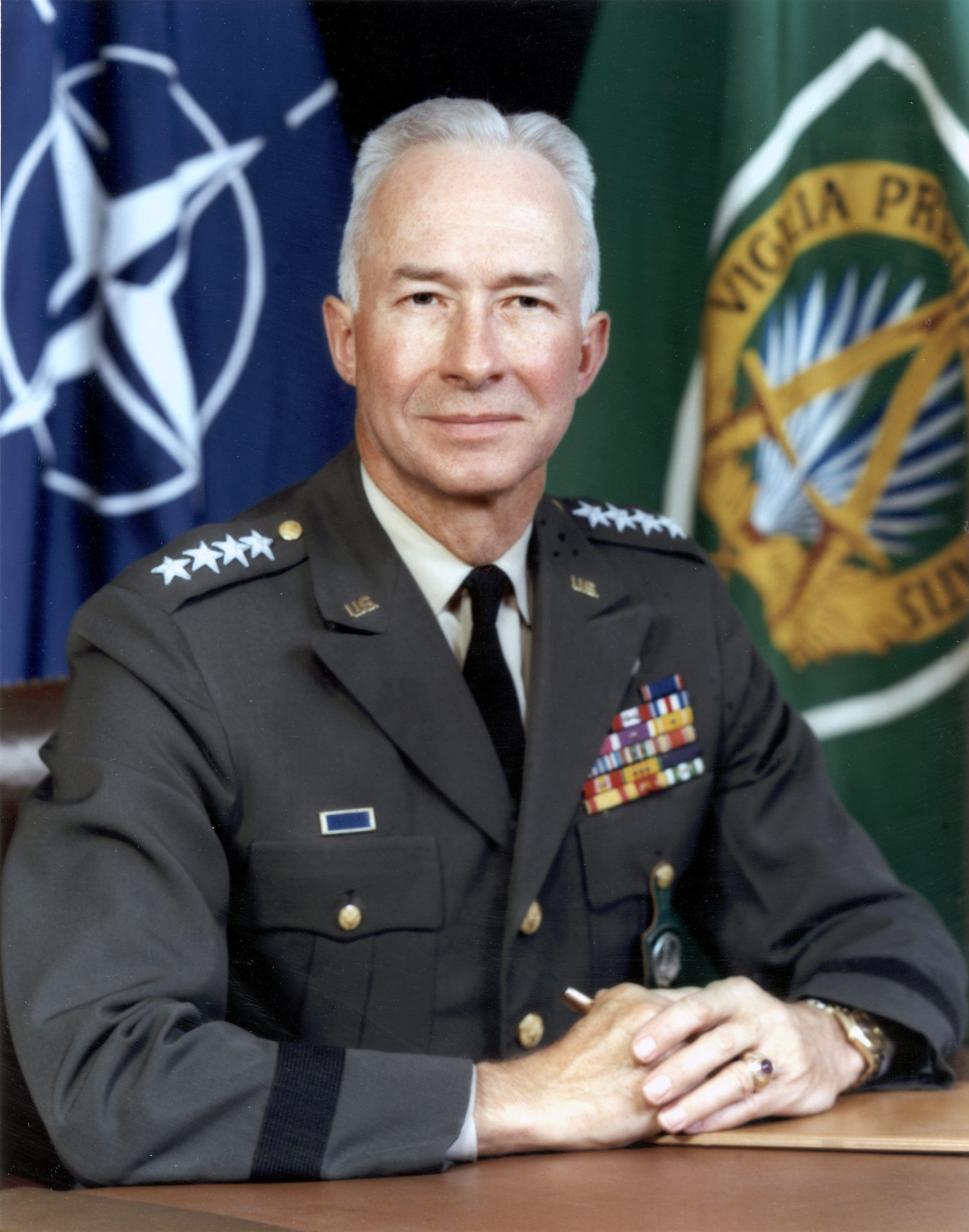

Andrew Jackson Goodpaster (Granite City (Illinois), 12 februari 1915 - 16 mei 2005) was een Amerikaans generaal. Hij was opperbevelhebber van de NAVO-strijdkrachten in Europa tussen 1969 en 1974.

## Carrière
Goodpaster was de zoon van een spoorwegwerknemer. Hij studeerde aan de militaire academie van West Point en studeerde nadien ook wijsbegeerte aan de universiteit van Princeton. Tijdens de Tweede Wereldoorlog diende hij in Noord-Afrika en Italië. Van 1950 tot 1954 was hij verbonden aan de staf van het NAVO-hoofdkwartier en daarna diende hij als militair adjudant van president Eisenhower. Daarna bleef hij dienen in Washington in allerlei hoge, militaire functies. In 1968 werd hij plaatsvervangend opperbevelhebber van de troepen in Vietnam en vanaf november 1968 was hij militair adviseur van president Nixon. Van 1969 tot 1974 diende hij dan als opperbevelhebber van de NAVO-strijdkrachten in Europa. Zijn carrière sloot hij af aan het hoofd van de militaire academie van West Point. Hij herstelde de reputatie van de academie nadat die beschadigd was door een schandaal van examenfraude en nadat er ophef was gekomen rond de komst van de eerste vrouwelijke kadetten. In 1981 ging hij met pensioen.
Goodpaster overleed op 90-jarige leeftijd aan kanker.